# Star Trek: Elite Force II
Star Trek: Elite Force II — шутер от первого лица созданный компанией Ritual Entertainment и выпущенный в продажу Activision в 2003. Игра является продолжением «Star Trek: Voyager Elite Force».
В отличие от предыдущей игры, действие «Elite Force II» в основном происходит на борту «Энтерпрайза-E» в Альфа квадранте. Сюжет игры является полу-продолжением фильма «Звёздный путь: Возмездие» и конца сериала «Вояджер».
В игре, игрок опять принимает роль лейтенанта Александра Мунро (на этот раз нет возможности поиграть за Александрию Мунро) из Звёздного флота Федерации. Во время первых уровней игры, Мунро возвращается в Альфа квадрант с остальными членами экипажа «Вояджера», после чего его делают инструктором в Академии Звёздного флота. В конце концов, капитан Пикар делает Мунро лидером новой Команды опасности на «Энтерпрайзе-E». Игроку даётся ограниченная возможность прогуляться по коридорам и комнатам флагмана Федерации между заданиями.

## Обзор
Главный герой игры продвигается по линейным и строго ограниченным уровням встречаясь с различными враждебными существами. За ним часто следуют другие члены Команды, хотя довольно часто игроку приходится играть роль «одинокого волка», когда другие члены Команды не могут попасть к игроку. В игре всего 15 видов оружия (включая трикордер) и у каждого есть два режима операции.
Во время игры Мунро встречает двух женщин, с одной из которых он может завести роман в конце. Кто из них станет его любовным интересом, его боевая подруга или экзотичная инопланетянка, зависит от разговорных выборов игрока по ходу игры. На основной сюжет это нисколько не влияет.
| Сводный рейтинг       | Сводный рейтинг     |
| Агрегатор             | Оценка              |
| --------------------- | ------------------- |
| GameRankings          | 79,69 %             |
| Metacritic            | 78/100 (28 обзоров) |
| MobyRank              | 78/100              |
| Иноязычные издания    |                     |
| Издание               | Оценка              |
| 1UP.com               | B+                  |
| AllGame               | [ 6 ]               |
| Eurogamer             | 7/10                |
| GameSpot              | 7,9/10              |
| GameSpy               | [ 9 ]               |
| IGN                   | 8,4/10              |
| Русскоязычные издания |                     |
| Издание               | Оценка              |
| Absolute Games        | 85 %                |
| PlayGround.ru         | 7,5/10              |
| «Домашний ПК»         | [ 1 ]               |

## Сюжет
Игра начинается с финальной серии сериала «Вояджер», где звездолёт захватывает в себя борговская сфера. Лейтенант Мунро и его Команда попадают на сферу и пытаются уничтожить поглощающее поле корабля. Уничтожив генератор, Мунро встречается с новым типом боргов, огромным гуманоидом, первым боссом игры. Затем действие продолжается по сюжету сериала — «Вояджер» уничтожает сферу торпедой изнутри и возвращается домой.
Списанный в расход адмиралтейством Звёздного флота, посчитавшим Команду опасности ненужной в «мирной Федерации», Команда разделяется. Мунро остаётся в Академии инструктором по тактике небольших отрядов. Через два года, его замечает капитан Пикар и подаёт просьбу о переводе Мунро на его корабль и воссоздании Команды опасности. Вскоре после этого, «Энтерпрайз» получает сигнал бедствия с звездолёта «Далласа» на орбите вокруг аттрексианской станции. На «Далласе» служит Телсия Мёрфи, бывшая боевая подруга, и возможный любовный интерес, Мунро.
На борту «Далласа», Команда обнаруживает расу инопланетян, позже названных экзоморфами, захвативших корабль. После спасения оставшихся в живых членов экипажа, Мунро воссоединяется с Телсией, приглашая её обратно в Команду. Команда обнаруживает что станция также находится в осаде от экзоморфов. После реактивации оборонных систем станции, оставшиеся экзоморфы покидают её, оставляя ионные следы, по которым «Энтерпрайз» следует до планеты Идрилл.
На поверхности планеты, Команде приходится сражаться со вторым боссом — огромном жуком-маткой. Мунро затем обнаруживает археологическую базу производящую экзоформов. Этой базой управляют Криндо, его отец и Клия (второй возможный любовный интерес Мунро), использующие этих существ в роли рабов. Они объясняют что экзоморфы стали враждебными из-за неполадок в системе. Клия решает остаться на борту «Энтерпрайза» чтобы помочь Мунро. Это не по душе Криндо, который посылает свои войска на вторжение корабля Федерации в то время пока «Энтерпрайз» отключает свои энерго-щиты чтобы телепортировать Команду на поверхность аттрексианской колонии Таравар 7, на которую тоже напали экзоморфы. Предотвратив уничтожение «Энтерпрайза» подрывниками Криндо, Мунро выходит на внешнюю обшивку корабля чтобы вручную управлять импульсным фазером для обороны от вражеских торпед и обезвреживании корабля Криндо.
После спасения корабля, Команда телепортируется в колонию, где она помогает колонистам победить Четвероногого, третьего босса. На заводе неподалёку, Мунро обнаруживает упавший корабль Криндо. Преследуя его к другой планете, Мунро побеждает Левиафана, четвёртого босса, и извлекает из него информацию о местной базе. Вскоре после поимки, Криндо становится свидетелем гибели своего отца, пытавшегося помочь аттрексианцам на Тараваре 7. Мунро удаётся убедить Криндо отменить вторжение и, после встречи с пятым боссом, Сталкером, обоим удаётся сбежать.
На «Энтерпрайзе», Криндо сознаётся что зарабатывал деньги продавая бесценные артефакты одному торговцу-ференги. Криндо предполагает, что этот ференги декодировал местонахождение основной контрольной базы, способной перехватить контроль над всеми управляющими центрами экзоморфов. После погони сквозь базу наёмников и схватку с клигноном Луроком, шестым боссом, торговец-ференги по-имени Омаг попадает в плен.
Во время допроса, он раскрывает, что продал координаты к основной базе тайной ромуланской группировке под названием "Пустая корона". Под видом ромуланца, Мунро внедряется на базу ромулан и, с помощью ромуланской шпионки, обнаруживает местонахождение основной контрольной базы. Но когда та шпионка раскрывает что является членом Пустой короны, Мунро приходится сражаться с ней как с седьмым боссом. Под конец сражения, Гонсалес, один из членов Команды, жертвует собой давая Мунро время телепортироваться на «Энтерпрайз».
Финальная битва происходит в ромуланской Нейтральной зоне. Пробравшись через лавовые пещеры, Мунро встречает Коммандера, восьмого босса. Затем он проникает на базу, оккупированную ромуланами под предводительством коммандера Сулдока. Пока «Энтерпрайзу» приходится объяснять своё присутствие в Нейтральной зоне подходящим ромуланским «Боевым птицам», Мунро сражается с Сулдоком, девятым боссом. После победы над Сулдоком, появляется финальный босс, Археопендра.
Победив Археопендру, Мунро возвращается на «Энтерпрайз». Пикар передаёт в руки ромулан доказательства вины Пустой короны и мирно покидает Нейтральную зону. Пикар также особенно рад успехами Команды опасности и посылает в адмиралтейство предложение на создание аналогичных отрядов на других кораблях Звёздного флота. Финальная сцена показывает как Мунро целует  Телсию (либо Клию, в зависимости от того чьё приглашение он принял перед финальным заданием).

## Озвучивание
Многие члены Команды опасности (англ. Hazard Team) возвращаются в игре. Но лишь некоторые основные персонажи сериала «Звёздный путь: Новое поколение» озвучивают игру, включая Патрика Стюарта в роли Жан-Люка Пикара, Дуайта Шульца в роли Реджинальда Баркли и Тима Раса в роли Тувока. Некоторые актёры из сериалов также озвучивают других персонажей: Джеффри Комбс (Вейюн из «Глубокого космоса 9» и коммандер Шран из «Энтерпрайза») в роли одного из главных злодеев; Роберт О'Райлли (Гаурон из «Глубокого космоса 9») в роли Криндо; Джон Гарман Херцлер (Марток из «Глубокого космоса 9») в роли Лурока; и Вон Армстронг (адмирал Максвелл Форрест из «Энтерпрайза») озвучивший несколько персонажей.